# Einecke
Einecke – wieś w gminie Welver w powiecie Soest, w kraju związkowym Nadrenia Północna-Westfalia, w rejencji Arnsberg.

## Demografia
Według spisu ludności z końca 2024 roku, w Einecke mieszkało 146 mieszkańców, z czego 71 to mężczyźni, a 75 kobiety.

## Geografia

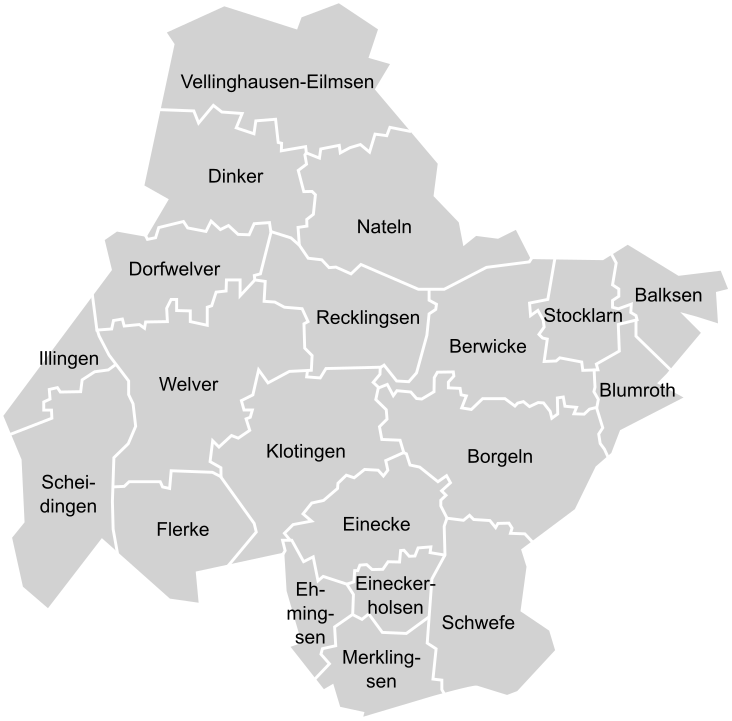
Dzielnice gminy Welver

Einecke mierzy powierzchnię 3,76 km².
Dzielnica leży w południowej części gminy i graniczy z pięcioma innymi dzielnicami: Klotingen, Borgeln, Schwefe, Eineckerholsen i Ehningsen.

## Historia
Pierwsza wzmianka o Einecke pochodzi z 1240 roku. Za tamtych czasów wieś nazywała się Walraveno de Endek.

### Reorganizacja gmin
W ramach reorganizacji gmin 1 lipca 1969 roku Einecke wraz z 20 innymi miejscowościami stało się częścią nowej gminy Welver.

## Polityka
Burmistrzem Einecke jest Tim-Fabian Römer.